# 斯洛伐克驻上海总领事馆
斯洛伐克驻上海总领事馆，是斯洛伐克共和国派驻中华人民共和国上海市的最高級別外交機構。其领区包括上海市、江蘇省、浙江省、福建省、安徽省以及江西省。
现任斯洛伐克驻上海总领事是伊格尔·帕佐拉克（Igor Pacolák），他于2023年到任，此前曾经担任斯洛伐克驻越南大使。

## 历史
1987年3月，中华人民共和国国务委员兼外交部长吴学谦出访捷克斯洛伐克，期间中国与捷克斯洛伐克两国政府签署了外交部合作议定书，并就两国各自在上海和布拉迪斯拉发设立总领事馆一事达成共识，1989年2月，捷克斯洛伐克驻沪领事馆开馆，后于1992年12月4日闭馆。1993年1月1日，斯洛伐克共和国因天鹅绒分离脱离捷克斯洛伐克，中华人民共和国政府在斯洛伐克共和国成立当日随即与其建立大使级外交关系，两国也达成协议，规定此前中华人民共和国与捷克斯洛伐克签署的各项条约、协定对斯洛伐克继续有效。
2004年7月，中华人民共和国与斯洛伐克两国政府达成协议，同意斯洛伐克在上海市设立领事馆，同年9月，斯洛伐克在上海设立总领事馆，为该国在中华人民共和国的第一个总领事馆。

## 历任总领事
| 中文姓名             | 斯洛伐克語姓名 | 任期          | 备注     |
| -------------------- | -------------- | ------------- | -------- |
| 伊格爾·帕佐拉克      |                | 2006年—2010年 | 首度担任 |
| 帕沃尔·希考勤        |                | 2010年—2013年 | [ 11 ]   |
| 弗兰季谢克·胡达克    |                | 2014年—2017年 | [ 12 ]   |
| 伊凡娜·瓦拉·玛格托娃 |                | 2018年—2022年 | [ 13 ]   |
| 卡米拉·库科娃        |                | 2022年—2023年 | 代理     |
| 伊格爾·帕佐拉克      |                | 2023年—       | 再度担任 |